# 신디 (가수)
야마모토 마유미(山本真裕美, 1958년 5월 5일 – 2001년 12월 17일)는 신디라는 예명으로 활동했던 재일교포 가수 신디는 작사가이자 작곡가이다. 원래 음악 저널리스트로 활동하던 그녀는 스티비 원더를 만나 함께 작업했다. 이후 러브 라이프(1986), 앤젤 터치(1990), 돈트 비 어프레이드(1991), 서프라이즈(1997) 등 네 장의 앨범을 발매했으며, 나카야마 미호와 같은 아티스트들의 작사가 겸 작곡가로 활동했다. 그녀가 세상을 떠난 후, 그녀의 음악은 시티 팝과 연관되어 일본 DJ들 사이에서 인기를 얻었다.